# مصطفى العروي
مصطفى العروي هو سياسي تونسي، يشغل منصب وزير الشؤون المحلية والبيئة في حكومة هشام المشيشي منذ 1 أغسطس 2020.